# Nicola Ricciotti

Nicola Ricciotti

## Biografia
Nacque a Frosinone nel 1797, allora capoluogo dell'omonima Delegazione Apostolica, da una famiglia benestante di notai e avvocati.  
Agli inizi del XIX secolo a Frosinone, tra gli esponenti della colta borghesia, non solo iniziava a germogliare il seme della Carboneria, come anche in molte altre parti d'Italia, alimentato dal crescente patriottismo, ma tra la dirompente gioventù vi era presente anche un certo radicamento della Massoneria. Dal 1820 la famiglia Ricciotti gestiva un caffè, in Via della Peschiera, che Nicola trasformerà in circolo di ritrovo carbonaro, lì cominciarono a diffondersi le idee patriottiche e liberali che accompagnarono tutto il Risorgimento. 
Con Nicola Ricciotti si riunivano oltre ai suoi fratelli Giacomo e Domenico anche l’avv. Luigi Marcocci, loro cugino, che parteciperà poi alla Repubblica Romana nel 1849. Sempre nello stesso anno il Marcocci fu nominato Gran Maestro della Carboneria, e Nicola Maestro ricevitore per la propria ammirata dialettica. Giacomo Ricciotti e Gaetano Giansanti nominati Maestri terribili, e Domenico Ricciotti Maestro guardia bolli e suggelli, altri affiliati erano Clemente Capitani, Paolo Sodani e Giovanni Battista Turriziani. Nel 1821 venne così fondata nella vicina Porta Campagiorni la rivendita carbonara frusinate denominata “Guerrieri e Seguaci di Pompeo".
Partecipò ai moti a Frosinone del gennaio 1821 assieme ai suoi fratelli. Con un impulso proveniente da Napoli, i frusinati insorti tentarono di spingere per l’annessione della città al Regno delle Due Sicilie; anche se il Marcocci aveva altri obiettivi, cioè la concessione di una costituzione da parte del Pontefice regnante, Pio VII. Nella notte del 10 gennaio 1821, avvantaggiati dall’assenza di alcuni funzionari pontifici da Frosinone, squadre di giovani armati, mossero da sette punti strategici della città, per poi riunirsi con altri gruppi provenienti dai paesi confinanti, creando tafferugli presso Porta Campagiorni. Secondo il piano, la confusione avrebbe consentito a reparti napoletani, radunatisi nel frattempo a Falvaterra, di entrare agevolmente in città, ma la ribellione fallì miseramente.

Il Palazzo Apostolico, simbolo del potere temporale della Chiesa a Frosinone

A seguito del fallimento del tentativo insurrezionale, dovette fuggire insieme a Giacomo, mentre Domenico fu arrestato dalla polizia pontificia.

Si rifugiò a Pontecorvo, dove si unì (in qualità di Ufficiale) all'esercito napoletano di Guglielmo Pepe, partecipando alla presa di Rieti e alla battaglia di Antrodoco. Sconfitti dagli Austriaci, dopo cinque mesi dal tentativo insurrezionale di Frosinone i due fratelli Ricciotti si consegnarono alla giustizia papale. Nicola confessò (seguendo una strategia processuale) la sua appartenenza alla Carboneria, di cui le autorità erano già peraltro a conoscenza; fu ugualmente condannato a morte, pena poi commutata nel carcere a vita, da scontare nella Fortezza di Civita Castellana.

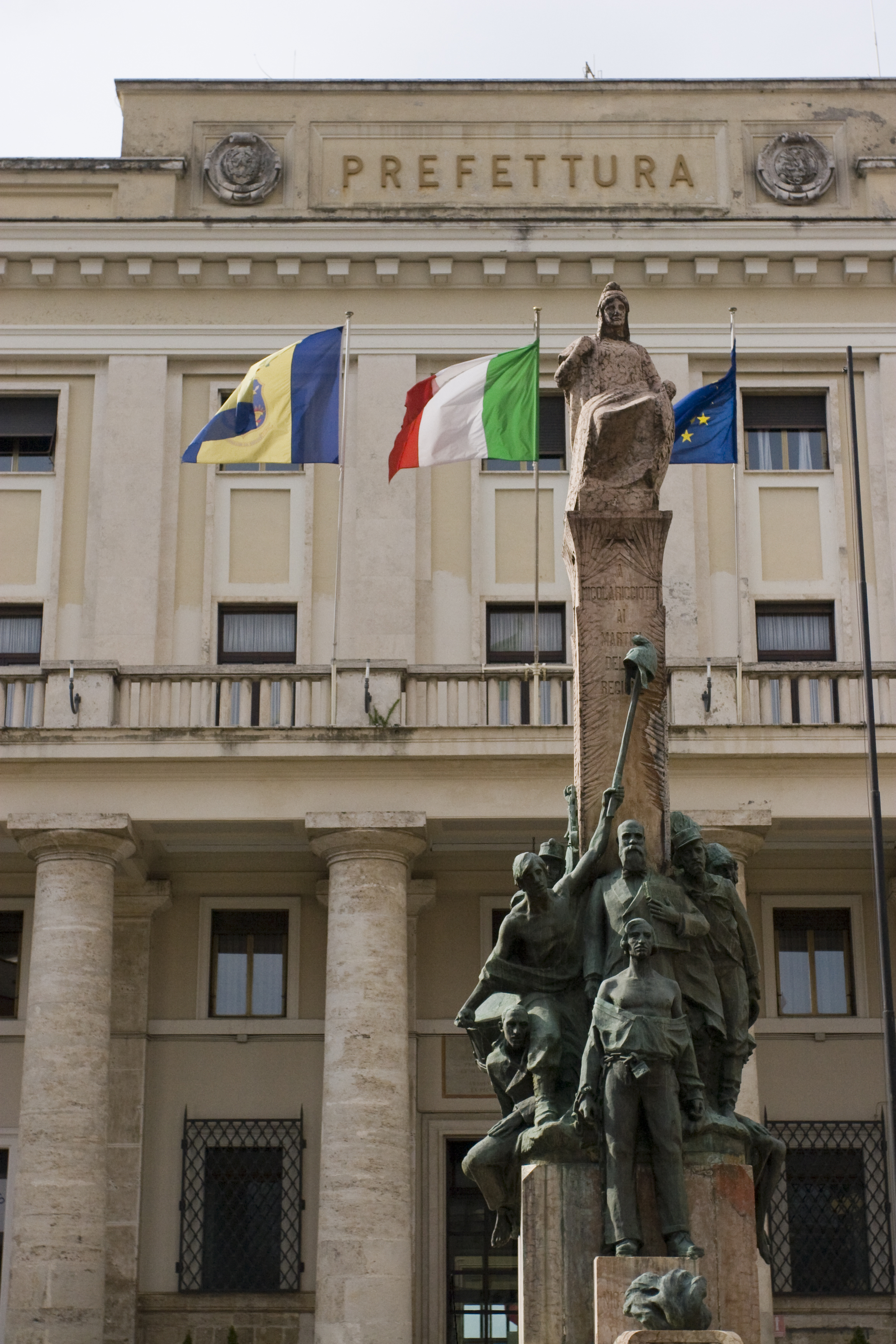
Monumento a Nicola Ricciotti in Piazza della Libertà a Frosinone

Nel 1831, liberato a seguito dell'amnistia concessa da papa Gregorio XVI, si recò in esilio in Corsica, dove conobbe Giuseppe Mazzini. Partecipò quindi ai moti del 1831 in Romagna e nelle Marche, dove il 1° marzo 1832 fondò ad Ancona la prima congrega della Giovane Italia; gli associati si riunivano nella casa di Domenico Schelini, la cui moglie Albina custodiva la corrispondenza di Mazzini. 
Poiché anche queste insurrezioni fallirono, nel 1833 riparò in Francia, a Marsiglia, dove si trovava anche Mazzini: aderì così alla "Giovine Italia" con lo pseudonimo di Botzaris (in memoria di Marco Botzaris, patriota greco). Sempre a Marsiglia incontrò Giuseppe Garibaldi. 
Nel 1834, in contemporanea con i tentativi di Mazzini in Savoia e di Garibaldi a Genova, organizza dei moti in Abruzzo, dove poteva contare sulla presenza di Luigi e don Nicola Marcocci, suoi parenti e vecchi sodali, che nel frattempo avevano tessuto una rete di contatti a Teramo. Ma dopo il fallimento dei tentati moti dei due, è costretto a tornare a Marsiglia, rinunciando ai suoi propositi in Abruzzo. 
Nel 1835 era in Spagna, a combattere contro i carlisti, il suo proposito era quello di ricevere una vera formazione militare, specializzandosi particolarmente nell’arte della guerriglia. Venne nominato tenente del I battaglione franco dei Tiratori di Navarra, ottenne vari riconoscimenti tra cui nel 1843 il conferimento del grado di Colonnello di Fanteria. In terra iberica raggiunse in breve tempo i più alti gradi militari battendosi valorosamente, ripetutamente ferito e catturato, riuscì sempre a sfuggire e a combattere nuovamente. Ritrovandosi unico superstite del battaglione dei Tiratori, dapprima addestrò un gruppo di indios, ma riuscì poi a ricostituire una squadra composta da 13 italiani, tra i quali Francesco Anzani, Enrico Cialdini, Nicola Fabrizi, Manfredo Fanti e Giuseppe Napoleone Ricciardi. 
Il pensiero ricorrente di Nicola, in questo periodo, era la rivoluzione in Italia, da attuare con le medesime tecniche insurrezionali sperimentate in Spagna. 
Tornato in Italia nel marzo del 1844, con nuovi documenti falsi fornitigli dal cugino, evitava di lasciare tracce scritte per non palesare la propria presenza. 
Tuttavia, fu tradito e conseguentemente arrestato mentre si trovava a Marsiglia. Espulso in Inghilterra, tornò a Londra da Mazzini, presso il quale apprese dei propositi rivoluzionari di due giovani fratelli veneziani: Attilio ed Emilio Bandiera.
Mazzini lo incaricò di preparare moti insurrezionali in Italia, ma di fronte all’impossibilità di muoversi internamente per la penisola senza il rischio di essere avvistato, progettò di raggiungere le coste adriatiche via mare, passando per Gibilterra. Si unì così ai fratelli Bandiera, in occasione della loro spedizione in Calabria. I due avevano appena scelto di sbarcare verso Cosenza nell’errata convinzione di trovare un gruppo di liberali pronti a sostenerli (a marzo dello stesso anno era scoppiata nella città una rivolta che portò alla condanna a morte di 21 persone coinvolte) nel rovesciare il regno di Ferdinando II.
Il 16 giugno 1844 sbarcarono alla foce del fiume Neto, vicino a Crotone e appresero che la rivolta scoppiata a Cosenza si era conclusa e che al momento non era in corso alcuna ribellione all'autorità del re. Pur non essendoci alcuna rivolta, il gruppo volle lo stesso continuare l'impresa e partirono per la Sila.

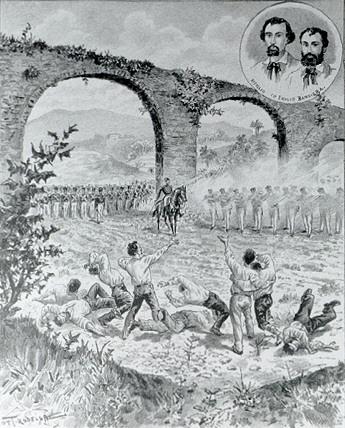
L'esecuzione del gruppo di spedizione dei Fratelli Bandiera nel Vallone di Rovito.

Ma a causa di inesperienze tecniche di guerriglia e del tradimento di Pietro Boccheciampe, il quale, certo dell'esito fallimentare della spedizione, preferì salvarsi denunciando i compagni, il gruppo fu sconfitto e catturato dalla Polizia borbonica dopo un breve scontro a fuoco. La corte marziale condannò a morte i superstiti: i fratelli Bandiera, Nicola Ricciotti, Giovanni Venerucci, Anacarsi Nardi, Giacomo Rocca, Domenico Moro, Francesco Berti e Domenico Lupatelli.
L’esecuzione avvenne all'alba del 25 luglio 1844 nella contrada Vallone di Rovito, presso Cosenza. Nicola morì fucilato assieme ai fratelli Bandiera e agli altri compagni. Venne colpito alla bocca mentre gridava "Viva l’Italia!".

Emilio Bandiera, in un’ultima drammatica lettera ai genitori, espresse un cocente senso di colpa cercando di riabilitare il nome di Ricciotti:  
((in Riccardo Pierantoni, Storia dei fratelli Bandiera e loro compagni in Calabria. Milano, Cogliati, 1909., pagg. 501 e 502))
Garibaldi chiamerà il suo quarto figlio, nato nel 1847, Ricciotti, in onore del patriota frusinate verso cui nutriva grande stima.
La fallita spedizione calabrese divenne presto il simbolo stesso del coraggio e della lotta per la libertà, infondendo nell’animo di tanti giovani patrioti italiani la volontà di spingersi all’azione e al sacrificio. Tant'è che nel settembre del 1860 Nino Bixio schierò il suo esercito di fronte ai resti mortali dei caduti di Cosenza, pronunciando le seguenti parole:  
(in A. Fortuna, "Nella inaugurazione del Monumento a Nicola Ricciotti, martiri e patrioti della Regione”, numero unico della Nuova Gazzetta Latina, Frosinone 9 ottobre 1910, pag. 14)
Le sue spoglie sono conservate a Frosinone, in Piazza della Libertà, nel Monumento a Nicola Ricciotti e ai Martiri della Regione, realizzato da Ernesto Biondi nel 1910.